# Lorenzo Serafini
Lorenzo Serafini OFMCap (ursprünglich Domenico Alfonso Serafini; * 23. Mai 1773 in Camerata Nuova; † 3. Januar 1846 in Rom) war ein italienischer Ordensgeistlicher, Apostolischer Prediger und Titularerzbischof.

## Leben
Im Alter von 16 Jahren wurde in den Kapuzinerorden aufgenommen und erhielt bei seiner Einkleidung am 24. Oktober 1789 den Ordensnamen Lorenzo da Camerata. Die Priesterweihe empfing er am 12. März 1796. Danach war er Lektor der Philosophie, später der Theologie. Von 1810 bis 1814, nach Aufhebung der Orden durch Napoleon Bonaparte, wirkte er als Weltgeistlicher in Macerata. 1814 kehrte er in den Konvent von Subiaco zurück und wurde dort Guardian und Lektor. Zehn Jahre später war er Generaldefinitor des Kapuzinerordens. Papst Leo XII. bestellte ihn 1827 zum Apostolischen Prediger und ein Jahr später zum Examinator der Bischöfe in Theologie.
Am 27. April 1840 erhob Papst Gregor XVI. ihn zum Titularbischof von Corycus. Die Bischofsweihe spendete ihm am 31. Mai desselben Jahres der Kardinalbischof von Frascati Ludovico Micara OFMCap; Mitkonsekratoren waren die Bischöfe Pietro Angelo Luigi Pacifico Grati OSM, Generalprior der Serviten, und Giuseppe Maria Castellani, Päpstlicher Sakristan. Lorenzo Serafini war Konsultor der Ritenkongregation.